# 工藤良平
工藤 良平（くどう りょうへい、1926年（大正15年）3月14日 – 1986年（昭和61年）9月10日）は、昭和期の農林技官、労働運動家、政治家。衆議院議員、参議院議員。

## 経歴
大分県直入郡阿蘇野村（大分郡阿蘇野村、庄内村、庄内町を経て現由布市庄内町阿蘇野）で生まれる。1943年（昭和18年）大分県立三重農学校（のちの大分県立三重農業高等学校）を卒業。阿蘇野小学校助教を務め、その後徴兵され陸軍少尉となる。
戦後、農業に従事し青年団活動を行う。1950年（昭和25年）農林省食糧庁に入庁し大分食糧事務所に配属され、その後、農林技官となる。労働運動に加わり、全食糧労働組合中央本部役員、全農林労働組合大分支部長、同中央本部執行委員、大分県労働組合評議会事務局長、同副委員長、大分県地方労働委員会委員、同農政審議会委員などを務めた。
1967年（昭和42年）1月、第31回衆議院議員総選挙に大分県第1区から日本社会党公認で出馬して初当選。第32回総選挙では次点で落選。1971年（昭和46年）6月の第9回参議院議員通常選挙で大分県地方区から出馬して当選。1977年（昭和52年）7月の第11回通常選挙で衛藤征士郎に敗れて落選し、衆議院議員を1期、参議院議員を1期務めた。この間、参議院災害対策特別委員長、日本社会党大分県本部顧問、同書記長、同委員長、同党食管対策特別委員会事務局長などを務めた。
参議院議員落選後は宮崎市で食堂を経営する傍ら、社会党を離党し社会市民連合→社会民主連合に参加。1983年（昭和58年）6月の第13回参議院議員通常選挙で新自由クラブ民主連合公認で比例区から立候補したが当選を果たすことはできなかった。
1986年（昭和61年）9月10日死去。死没日をもって勲三等旭日中綬章追贈、正八位から従四位に叙される。